# Ctenomys sociabilis
Ctenomys sociabilis és una espècie de mamífer rosegador histricomorf de la família dels ctenòmids. És endèmic de l'Argentina.